# Anton Karl
Anton Karl (* 6. Dezember 1935 in Hallein; † 14. September 2015 in Salzburg) war ein österreichischer Politiker (ÖVP) und Salzburger Fleischhauermeister. Er war von 1992 bis 1999 Abgeordneter zum Salzburger Landtag, Bundesinnungsmeister der Fleischer und Präsident des Internationalen Metzgermeisterverbandes.

## Ausbildung und Beruf
Anton Karl wurde am 6. Dezember 1935 in Hallein geboren, besuchte von 1941 bis 1949 die Volks- und Hauptschule in Salzburg und begann im Jahr 1949 im elterlichen Betrieb in Salzburg eine Lehre als Fleischhauer. Er besuchte zudem die Berufsschule und schloss seine Lehre im Jahr 1952 ab. Die Erweiterung seiner Berufskenntnisse belegte er 1956 durch die Fleischer-Meisterprüfung, zudem absolvierte er im Anschluss die Fleischerfachschule in Landshut (Deutschland). Von 1960 bis 1968 fungierte er als Gesellschafter in der Anton Karl OHG in Salzburg. Nachdem er die Expansion des elterlichen Betriebs vorangetrieben hatte, übernahm er diesen schließlich 1968 und war danach bis 1995 als selbstständiger Fleischermeister tätig. Mit seinen Erzeugnissen nahm Karl im Laufe der Jahre an unzähligen nationalen wie internationalen Wettbewerben teil und errang dabei über 70 Goldmedaillen sowie einige Gesamtsiege und österreichische Landessiege.

## Politik und Funktionen
Karl war lange Zeit in der Berufs- und Standesvertretung aktiv. Ab 1965 war er in der Wirtschaftskammer Salzburg in der Gesellenprüfungskommission tätig und war ab 1970 Vorsitzender der Meisterprüfungskommission, ehe er 1975 als Ausschussmitglied in die Landesinnung der Fleischer in Salzburg wechselte. Zwischen 1980 und 1995 hatte er das Amt des Landesinnungsmeister der Fleischer inne und war danach von 1995 bis 2000 stellvertretender Landesinnungsmeister. Auch auf Bundesebene war er in der Fleischerinnung aktiv, wobei er 1980 Ausschussmitglied der Bundesinnung der Fleischer wurde und zwischen 1985 und 1992 das Amt des stellvertretenden Bundesinnungsmeisters der Fleischer ausübte. 1992 stieg er zum Bundesinnungsmeister der Fleischer auf und wirkte bis ins Jahr 2000 in diesem Amt. Den Höhepunkt seiner Karriere in der Standesvertretung erreichte er, als er zwischen 1998 und 1999 das Amt des Präsidenten des Internationalen Metzgermeisterverbandes (LMV) innehatte. Darüber hinaus war er von 1990 bis 2000 stellvertretender Obmann in der Sparte „Gewerbe und Handwerk“ in der Wirtschaftskammer Salzburg, der er bereits ab 1985 als Mitglied angehörte. 
Die Zusammenführung der Fleischgenossenschaften von Kärnten, des Kärntner Fleischerverbands (1995), und der Steiermark, der Leistungsgemeinschaft der Steiermärkischen Fleischer (1998), mit dem Salzburger Wirtschaftsverband der Fleischer, kurz SAWIF, zum heutigen Fleischerverband war ein wichtiger Verdienst Karls. Insgesamt war Karl 35 Jahre lang als Funktionär im Fleischerverband tätig, davon 18 Jahre als Obmann der seit 1935 bestehenden Genossenschaft. Fünf Jahre lang war Karl Aufsichtsratsvorsitzender der SAWIF. Anderen Quellen zufolge war Karl innerhalb der Fleischerverband eGen und derer Vorgänger 35 Jahre als Funktionär, 18 Jahre lang als Obmann, zwölf Jahre lang als Aufsichtsratsvorsitzender und fünf Jahre lang als Aufsichtsratsmitglied tätig gewesen. Aufgrund seiner Verdienste wurde er später zum Ehrenobmann der Fleischerverband eGen ernannt. Noch heute (Stand: 2023) existiert in Salzburg die ANKA Anton Karl Fleischwaren Gesellschaft mbH, die 1996 von Anton Karl III., dem Sohn von Karl, aus der vormaligen Anton Karl OHG in eine GmbH umgewandelt worden war. Aus der Ehe mit Philomena stammen neben dem Sohn Anton auch noch die beiden Töchter Gabriele und Reingard.
Vom 30. Jänner 1992 bis zum 26. April 1999 vertrat Karl die Österreichische Volkspartei (ÖVP) im Salzburger Landtag. Nach dem Ausscheiden von Wolfgang Gmachl mit 31. Dezember 1991 wurde Karl am 30. Jänner 1992 für die restliche Zeit der 10. Gesetzgebungsperiode angelobt und war auch über den gesamten Zeitraum der 11. Gesetzgebungsperiode Salzburger Landtagsabgeordneter.
2014 brachte Karl im Eigenverlag das 320-seitige Buch Anton Karl. Ein Metzgermeister erinnert sich heraus. Am 14. September 2015 starb Karl nach längerer Krankheit im Alter von 79 Jahren in seiner Heimatstadt Salzburg.

## Auszeichnungen und Ehrungen
- Ernennung zum Kommerzialrat (1989)
- Silbernes Ehrenzeichen des Landes Salzburg (1996)
- Goldene Ehrenmedaille der Wirtschaftskammer Salzburg (2000)
- Goldenes Ehrenzeichen für Verdienste um die Republik Österreich (2001)[6]